# 1999年马来西亚大选
1999年马来西亚大选是于1999年11月29日举行的马来西亚国会下议院第10届选举。投票产生193个国会议席。根据《马来西亚联邦宪法》，马来西亚需要每隔5年举行一次选举，除非首相向最高元首提出提早解散国会，抑或是对首相的不信任动议通过。
今届选举的提名日在11月20日，投票日在11月29日，为马来西亚史上最短的大选竞选期。投票结果為马哈迪·莫哈末领导的國民陣線获胜。

## 争议

### 《星洲日报》发布被修改过的照片事件
1999年11月20日，《当今大马》揭露《星洲日报》在大选开始之际，于11月14日修改了一张1995年的照片，将被革职的前马来西亚副首相安华·依布拉欣从国阵的领导人中删除，再以当时的副首相阿都拉·巴达威的人头照取代，导致《星洲日报》为其篡改照片一事公开道歉。《星洲日报》总编辑刘鉴铨承认修改照片违反了新闻业的基本原则，称该错误是由一个初级副编辑觉得安华已不再在国阵阵营，所以认为安华不合适出现在那张照片中，副编辑没有政治动机，并强调图片并不意味着反映事件的真实性，并为有关事件在网络论坛上刊登道歉启事。

### 马华候选人发表“站蹲论”惹议
1999年11月22日，即投票日前7天的晚上，执政党国阵成员党马华公会士布爹国会议席候选人蔡崇继在华联花园举办的“马华士布爹区社团助选晚宴”上发表了一连串争议言论，其中包括“站蹲论”。他说：“我是博士，她（郭素沁，民主行动党候选人）只是硕士，怎样跟我比？”“我是站著解決（小解），她是蹲著解決，怎样比？”“如果你们（选民）这届再支持反对党，我就不再为你们服务。”
这几则言论随后引起了反对党的讨伐，尤其“站蹲论”因含有歧视女性的成分存在，导致蔡崇继顿时引起女性社会的公愤，郭素沁母亲冯雪琼也出来护女，声称蔡崇继不仅侮辱了女儿和所有士布爹女选民，也等同侮辱了蔡母、蔡妻以及所有马华姐妹。
蔡崇继在11月24日召开记者会，收回“站蹲论”和道歉，指当初只是为了区别男女的不同而开玩笑，不晓得该笑话会引起女性不舒服。